# Чудовище Небесного озера
Чудо́вище Небе́сного о́зера — наименование, данное легендарному вымышленному обитателю Небесного озера, которое расположено в кратере вулкана Пэктусан на границе провинций Гирин (Китай) и Янгандо (КНДР).
Некоторые из респондентов, якобы видевших данное существо, утверждали, что существует не одно, а до 20 чудовищ.

## Свидетельства
Первые свидетельства очевидцев, касающиеся описания образа Чудовища Небесного озера, появились в 1903 году. Согласно их высказываниям, крупное, похожее на буйвола создание напало на трёх человек, но, получив 6 огнестрельных ранений, убежало под воду.
Согласно ряду высказываний[чьих?], с 21 по 23 августа 1962 года более ста человек якобы видели в телескоп, как два чудовища гонялись друг за другом по озеру.
Более поздние очевидцы заявляли о том, что также могли видеть данное существо, голова которого похожа на человеческую и находится на шее длиной 1,5 м. Кожа монстра, согласно их утверждениям, якобы была гладкой и серой, а у основания шеи находилось белое кольцо.
В 2003 году, согласно заявлению китайского корреспондента агентства "Рейтер", подкреплённому фотографиями неизвестного происхождения, свидетелями стали офицеры и солдаты Народно-освободительной армии Китая.
В 2007 году корреспондент китайского телевидения Чжо Юншэн заявил, что ему удалось снять 20-минутный видеоролик, кадры из которого, согласно мнению журналиста, демонстрировали нахождение на поверхности озера шести неопознанных существ. Позже кадры были предоставлены правительству провинции.

## Популярная культура
Песня «Tianchi Lake» из альбома 2008 года группы The Mountain Goats посвящена предполагаемому чудовищу.